# Robert Goethals
Pour les articles homonymes, voir Goethals.
Ne doit pas être confondu avec Raymond Goethals.
Robert Goethals, né le 16 juillet 1922 à Brasschaat et décédé le 7 juillet 2011 à Ypres, est un joueur et entraîneur de football belge. Joueur à la carrière modeste, il remporte ses plus grands succès en tant qu'entraîneur, étant une fois champion de Belgique et une fois vainqueur de la Coupe de Belgique. Il travaille également durant près de vingt ans comme formateur pour les entraîneurs à l'URBSFA.

## Carrière
Robert Goethals est intégré au noyau de l'équipe première de La Gantoise en 1937 alors qu'il n'a encore que quinze ans. Peu utilisé par les différents entraîneurs du club, il est prêté pendant trois ans au RFC Malinois, de 1939 à 1942, ne disputant toutefois qu'une seule saison officielle avec ce club à cause du déclenchement de la Seconde Guerre mondiale. Il retourne ensuite à Gand, sans y obtenir plus de temps de jeu. En 1948, il quitte définitivement le club après n'y avoir disputé que 19 rencontres en six saisons et part jouer au KSV Waregem, qui évolue alors au troisième niveau national.
En 1950, il devient joueur-entraîneur, poste qu'il occupe durant un an. Il rejoint ensuite le SK Roulers, un club de première provinciale, où il officie également comme joueur-entraîneur. Il parvient à ramener le club en Promotion en 1952 et à le placer directement dans le subtop de sa série. Il quitte le club en 1955 et met un terme définitif à sa carrière de joueur pour se consacrer pleinement au métier d'entraîneur.
Durant les deux décennies qui suivent, Robert Goethals dirige uniquement des équipes de divisions inférieures, dont le KVK Ypres, le KFC Roulers, VG Ostende et le Racing Club Tournai. En 1978, il est nommé à la tête du KSK Beveren, une équipe de Division 1. Assisté de Rik Pauwels, également néophyte au plus haut niveau, il écrit une des plus belles pages de l'histoire du club en remportant le titre de champion de Belgique 1979 tout en atteignant les demi-finales de la Coupe des vainqueurs de coupe, éliminé seulement par le FC Barcelone. Un an plus tard, il mène l'équipe en finale de la Coupe de Belgique mais doit s'incliner devant Waterschei THOR.
En 1981, son prédécesseur Urbain Braems revient à Beveren, poussant Robert Goethals vers la sortie. Il rebondit alors à La Gantoise, revenu parmi l'élite un an plus tôt. Il porte le club à la troisième place pour sa première saison, suivie l'année suivante d'une quatrième place. Ces performances permettant au club de disputer deux fois la Coupe UEFA mais il est à chaque fois éliminé au premier tour. La saison 1983-1984 est plus difficile en championnat, le club devant lutter pour le maintien. À l'inverse, l'équipe obtient de bons résultats en Coupe de Belgique et s'impose en finale contre le Standard de Liège après la prolongation.
Après ce nouveau trophée, Robert Goethals, âge de 62 ans, décide de prendre sa retraite et est engagé par l'Union Belge en tant que conseiller et formateur. De 1998 à sa retraite définitive en 2003, il sera chargé de dispenser des cours aux entraîneurs de première division dans le cadre de la Pro Licence, imposée à tous les entraîneurs de l'élite. Il meurt le 7 juillet 2011, quelques jours avant de fêter ses 89 ans.

## Palmarès
- 1 fois champion de Belgique en 1979 avec le KSK Beveren.
- 1 fois vainqueur de la Coupe de Belgique en 1984 avec La Gantoise.

### Traductions
- (nl) Cet article est partiellement ou en totalité issu de l’article de Wikipédia en néerlandais intitulé « Robert Goethals » (voir la liste des auteurs).

### Sources et liens externes
- (nl) « Fiche du joueur », sur Belgian Soccer Database
- (nl) « Fiche de l'entraîneur », sur Belgian Soccer Database